# Anglo-American Club Zürich
Der Anglo-American Club Zürich war ein Fussballklub aus Zürich.

## Gründung
In den zeitgenössischen Statistiken von Ferdinand Isler ist 1893 als Gründungsjahr angegeben. Diese Liste wurde am 30. August 1896 im Schweizer Sportblatt veröffentlicht. Bereits eine Woche später erschien in der gleichen Zeitung eine «Corrigenda» mit dem Hinweis, dass der Anglo-American Club Zürich bereits 1869 gegründet worden sei. Im 30-Jahr-Jubiläums-Buch des Schweizerischen Fussball- und Athletikverbands schrieb Fritz Klipstein 1925, der Club bestünde «seit Jahren», als GC 1886 gegründet wurde. In Das Werden und Gedeihen des Schweizerischen Fussballverbands von Arnold Wehrle wurde das Gründungsdatum auf «ca. 1884» eingeschätzt. Belegt ist einzig, dass GC 1886 und 1888 gegen britische Studenten vom Eidgenössischen Polytechnikum spielten.
Zusammen mit zehn weiteren Vereinen gründete der Club 1895 den Schweizerischen Fussballverband.

## Erste Teilnahme und Meistertitel 1898/99
Der Anglo-American Club Zürich nahm erstmals 1898/99 an der Schweizer Fussballmeisterschaft teil und wurden im gleichen Jahr nach einem 7:0-Sieg im Finale gegen den F.C. Old Boys Basel Schweizer Fussballmeister.  Neun der elf Spieler, die angelsächsischer Herkunft waren, waren Studenten der Chemisch-technischen Abteilung des Polytechnikums. Deren Spieler waren zur Zeit:
| Name                      | Geburtsdatum      | Herkunft       | Studienjahre am Polytechnikum | Bemerkungen                                                                    |
| ------------------------- | ----------------- | -------------- | ----------------------------- | ------------------------------------------------------------------------------ |
| Frederik Butler           | 4. Dezember 1875  | Manchester     | Oktober 1898–Januar 1900      | Captain                                                                        |
| Robert Whiteley Collinson | 6. November 1875  | Halifax        | Oktober 1898–Ende SS 1899     |                                                                                |
| William Cotton            | 27. November 1878 | Chester        | Oktober 1896–März 1900        |                                                                                |
| Ernst Engelke             | 12. Juli 1877     | New York (USA) | Oktober 1896–März 1900        | Zuvor Captain des FCZ                                                          |
| William Russell Forgan    | 22. Juni 1875     | Northwich      | Oktober 1895–März 1900        |                                                                                |
| Alfonso Gandolfi          | 20. Juni 1879     | Worchester     | Oktober 1897–April 1898       | Anschl. Uni Zürich, Professur in Genf                                          |
| Herbert Levinstein        | 2. Februar 1878   | Manchester     | Oktober 1898–März 1900        |                                                                                |
| Rupert Morris             | 28. November 1875 | Swinton        | Oktober 1895–März 1899        |                                                                                |
| Henry Walton Smith        | 14. Juni 1875     | Stockport      | Oktober 1895–März 1899        |                                                                                |
| Hermann Schwabacher       | 28. Dezember 1877 | London         | Oktober 1896–Oktober 1899     | fiel unter dem Namen Shaw 1917 in Frankreich im Krieg gegen das Deutsche Reich |

Weitere Spieler gemäss Schweizer Sportblatt vom 11. April 1899 waren Sharman, Devat und Bachelor.
Butler und Cotton waren nicht nur Spieler, sondern auch im SFA-Zentralkomitee im Verbandswesen tätig.

## Niedergang und Auflösung
In der Saison 1899/00 wurde der Klub dritter in der Ostgruppe und konnte daher nicht an den Finalspielen teilnehmen. Es war die letzte Teilnahme der Zürcher am Spielbetrieb der Schweizer Meisterschaft.
Danach verschwand der Klub von der Bildfläche, unter anderem auf Grund des schmalen Kaders und da die meisten 1900 ihr Studium abschlossen oder schon vorher das Polytechnikum verliessen: Im Schweizer Sportblatt vom 4. April 1900 wurde mitgeteilt, dass William Cotton und William Russell Forgan das Studium abgeschlossen hätten, Cotton sich in England mit geplanter Weiterreise nach Russland aufhalten würde, Forgan ebenfalls in England sei, er aber wieder nach Zürich zurückkehren würde.
Der SFA erwähnte in ihrem Jahresbericht 1900/01, dass der Anglo-American F. C. mangels Mitglieder den Austritt erklärt hat. Cotton, Engelke, Forgan und Smith spielten zwischen 1900 und 1902 bei Servette.
Die Zeitung Suisse Sportive vermeldete im Oktober 1903, dass die englischen Polytechniker der ETH sich als Anglo American Wanderers neu gegründet hätten. Dieser Nachfolgeklub spielte in den Saisons 1903/04 und 1904/05 in der Schweizer Fussball-Meisterschaft mit.